# Андреевское (Рамешковский район)
Андреевское — село в Рамешковском районе Тверской области. Входит в сельское поселение Киверичи.

## География
Село находится на берегу реки Городня в 16 км на юго-восток от центра поселения села Киверичи и в 56 км на восток от районного центра Рамешки.

## История
В 1798 году в селе была построена каменная Троицкая церковь с 5 престолами.   
В конце XIX — начале XX века село входило в состав Ивановской волости Бежецкого уезда Тверской губернии.  
С 1929 года село входило в состав Ивановского сельсовета Рамешковского района Бежецкого округа Московской области, с 1935 года — в составе Теблешского района Калининской области, с 1956 года — в составе Рамешковского района, с 2005 года — в составе сельского поселения Киверичи.

## Население
| 1859 | 1989 | 2002 | 2008 | 2010 |
| ---- | ---- | ---- | ---- | ---- |
| 185  | ↘135 | ↘127 | ↘103 | ↘72  |